# DSB IC5
Die Baureihe DSB IC5, der in Dänemark als APO-Lyntoget oder Prototypzug bekannt war, waren zwei von den Danske Statsbaner (DSB) in den späten 1970er Jahren entwickelte und von Lokomotiven beförderte Fünfwagen-Reisezüge, die Anfang der 1980er Jahre in Betrieb genommen wurden. Ziel war es, einen neuen Zugtyp für den nationalen Verkehr zu entwickeln.
Die Züge hatten bei den DSB keine lange Einsatzzeit. Die Erfahrungen mit ihnen waren die Grundlage für Ideen, die in die Entwicklung der MF-Züge (IC3) einflossen.

## Geschichte
Zwei Jahre nach dem 125-jährigen Bestehen der DSB (1972) wurden in Dänemark die ersten Pläne für einen stündlichen Taktverkehr im ganzen Land gefasst, wie sie von S-tog bekannt waren. Der erste Fahrplan wurde als K74 bekannt. Weitere Überlegungen betrafen die Lackierung der Züge sowie die gesamte Vermarktung von DSB und die Einführung von Konstruktionsregeln.
1977 wurde beschlossen, die als Lyntog verkehrende Baureihe MA ab etwa 1980 abzuschaffen und stattdessen InterCity-Züge für den Fernverkehr einzuführen. Gleichzeitig wurde auf der Materialseite ein neues Konzept, sogenannte „Anlægsprojektgrupper“ (deutsch in etwa Bauprojektgruppen, APO), eingeführt. Es wurden mehrere Projektgruppen mit den Namen APO Dieseltraktion, APO Eltraktion, APO S-tog und APO Fjerntog gegründet. Sowohl APO Dieseltraktion als auch APO Eltraktion erzielten nützliche Ergebnisse, die in die dieselelektrische Baureihe ME und in die elektrische Baureihe EA mündeten. APO Fjerntog und APO S-tog produzierten nur zwei Prototypen, wobei die S-Bahn-Gruppe wesentliche Grundlagen für die Baureihe MC (S-Bahn-Züge der 3. Generation) erarbeitete.
Die APO Fjerntog war dafür verantwortlich, entweder einen vorhandenen Zugtyp für den Fernverkehr zu finden oder einen derartigen zu entwickeln. Es gab eine Vielzahl von Ideen, darunter die Beseitigung zu öffnender Fenster, die Verwendung von Klimaanlagen sowie feste Übergänge zwischen den Wagen, die nur in der Werkstatt getrennt werden konnten. Gleichzeitig musste die zukünftige Elektrifizierung und eine feste Verbindung über den Großen Belt, die inzwischen mit der Storebæltsforbindelsen besteht, betrachtet werden. Die zukünftigen Fernzüge sollten so konstruiert sein, dass sie entweder mit Elektrolokomotiven oder mit Diesellokomotiven befördert werden und von dieser Lokomotive mit Energie versorgt werden können.
Zudem sollte das schnelle Be- und Entladen in den Fährhäfen Korsør und Nyborg möglich sein. Dazu mussten sie auf die drei neuen Intercityfähren über den Großen Belt, die damals gebaut wurden und 1980 ihren Betrieb aufnahmen, abgestimmt sein, was bedeutete, dass eine Garnitur höchstens 124 Meter lang sein sollte.
Da keine derartigen Fahrzeuge vorhanden waren, wurden zwei Prototypen entworfen, mit denen verschiedene technische Lösungen getestet werden konnten. Wegen der Längenbegrenzung wurde entschieden, den neuen Zug als Einheit von fünf Wagen mit jeweils 26,4 Meter Länge herzustellen. Die beiden APO für Diesel- und Elektrotraktion arbeiteten zusammen, da viele Gemeinsamkeiten anzunehmen waren. Es wurde ein gemeinsames Design für die Wagenkästen und der Führerräume für die Steuerwagen bestimmt.
Das Design der beiden Prototypen wurden Anfang 1979 fertiggestellt und die Züge bei Scandia A/S in Randers mit einer voraussichtlichen Bauzeit von etwas mehr als einem Jahr bestellt. Beim Bau ergaben sich Verzögerungen, die auf das Management der DSB zurückzuführen waren. Dieses hatte beschlossen, die Ablösung der Lyntog zu verschieben. Daher sollte der neue Zug ebenso als Lyntog einsetzbar sein. Diese Ankündigung kam so spät, dass beide Züge fast fertiggestellt waren und durch Anpassungsmaßnahmen erst Anfang 1981 eingesetzt werden konnten.

## Technische Details
Der Zug bestand aus folgenden Wagen:
| Baureihe | Fahrzeug- nummern | Sitzplätze | Länge  | Typ         | Bemerkungen |
| -------- | ----------------- | ---------- | ------ | ----------- | --- |
| Bfs      | 101–104           | 2. Kl.: 74 | 26,4 m | Steuerwagen | Mittelgang, Großraum, an jedem Zugende |
| Afm      | 000–001           | 1. Kl.: 60 | 26,4 m |             | Seitengang, Abteilwagen, 1991 in Bafm umgebaut, danach 2. Klasse |
| Bfm      | 300–301           | 2. Kl.: 72 | 26,4 m |             | Mittelgang, Großraumwagen |
| Cfm      | 200–201           | 2. Kl.: 22 | 26,4 m | Büffetwagen | Seitengang, drei Abteile, die in ein Konferenzabteil umgewandelt werden konnten, Behindertenabteil, technische Einrichtungen für Klimaanlage und Elektroversorgung, 1991 in ABfm umgebaut, nunmehr zwei 1. Klasse-Abteile im Flexbereich |

Im Sommer 1981 wurden die beiden Züge von Scandia geliefert und mit Probefahrten begonnen. Die Züge hatten Stahlwagenkästen und waren mit ihren 260 Tonnen gegenüber gleich langen herkömmlichen Wagenzügen mit 210 bis 220 Tonnen sehr schwer geworden.
Das Klimagerät (ebenfalls ein Prototyp) verursachte Schwierigkeiten, so dass die Züge im Stand vollständig auf Strom und Luft von außen angewiesen waren. Dies war bei den Überfahrten auf dem Großen Belt besonders schwierig. Es gab Probleme, die Türen des Zuges zu öffnen, während die Fähre im Hafen manövrierte. Dies lag daran, dass die elektrisch angetriebenen Bugstrahlruder der Fähren und der Zug mit demselben Stromkreis der Fähre versorgt wurden. Das Manövrieren der Fähre hatte Priorität, und der Zug hatte während des Festmachens im Hafen keine Stromversorgung, genau in dem Zeitraum, in dem die meisten Passagiere kurz vor Ankunft im Hafen in den Zug einstiegen.

## Einsätze
Ab 1982 wurden die Garnituren im normalen Betrieb zwischen Kopenhagen und Aarhus eingesetzt.
Nach dem 1991 erfolgten Umbau erfolgte der Einsatz auf den Strecken Kopenhagen–Frederikshavn und Kopenhagen–Kalundborg. Bereits 1992 wurden die beiden Garnituren abgestellt.

## Verbleib
Noch bevor die Züge in den regulären Betrieb gingen, änderten die DSB ihre Pläne für den Fernverkehr. Die Entscheidung entfiel auf Triebwagenzüge, mit dem Ergebnis, dass später die Baureihen ER auf elektrifizierten und MF auf den nichtelektrifizierten Strecken den Betrieb übernahmen. So wurden nur diese beiden Prototypenzüge gebaut.
1995 wurden die zehn Wagen in der Centralværkstedet Aarhus nach dem Verkauf in den Iran als BON 110–119 instand gesetzt und grau lackiert und danach nach Padborg zum weiteren Transport bereitgestellt. Die Züge waren jedoch für das europäische Frachtprofil zu breit, deshalb wurden sie am 2. Juni 1995 von Esbjerg aus verschifft.